# Clariallabes attemsi
Clariallabes attemsi är en fiskart som först beskrevs av Holly 1927.  Clariallabes attemsi ingår i släktet Clariallabes och familjen Clariidae. IUCN kategoriserar arten globalt som otillräckligt studerad. Inga underarter finns listade i Catalogue of Life.